# 卵硫菌属
卵硫菌属为螺杆菌科的一个属。该属的模式种为大卵硫菌（Thiovulum majus）。

## 下属物种
- 大卵硫菌 Thiovulum majus Hinze, 1913